# چرنووروه
چرنووروه (به بلغاری: Chernovruh) یک منطقهٔ مسکونی در بلغارستان است که در تریاونا واقع شده‌است.